# Annik Leroy
Annik Leroy ou Annick Leroy née le 27 mai 1953, à Bruxelles est une cinéaste indépendante belge. Elle vit et travaille à Bruxelles.

## Biographie
Annick Leroy loue une caméra et achète de la pellicule pour réaliser son premier film fait d'images statiques. Ce primer film est sélectionné au Festival international du court métrage d'Oberhausen. Son troisième film NBC est une indignation face à la guerre et les explosions nucléaires. Il reçoit un prix au Festival international du cinéma expérimental de Knokke-le-Zoute, en 1974.
Elle poursuit également une œuvre d'art contemporain (installations film et vidéo, photographie) et enseigne à l'ERG et à la Hogeschool Sint-Lukas à Bruxelles.
En 1981, elle tourne Berlin, de l’aube à la nuit. C'est un portrait de Berlin et un voyage dans le temps et dans l’histoire.
Elle s'attache à la figure d'Ulrike Meinhof, combattante les plus actives du groupe Fraction armée rouge.
Pour son film Vers La Mer tourné pendant plusieurs années en 16 mm et présenté en 1999, Annick Leroy suit le Danube qui ne connaît ni frontière, ni obstacle. Il s'agit d'un road movie documentaire qui part d'Allemagne traverse l’Autriche, la Slovaquie, la Hongrie, la Bulgarie, la Roumanie et débouche dans la Mer Noire.
Pour Tremor Es ist immer Krieg, Annick Leroy propose un voyage entre récit, témoignage et fiction dans des paysages marqués par la violence et de la guerre.

## Filmographie principale
- NBC, 13 minutes, 197?
- Le paradis terrestre, 8 minutes, 1973
- Berlin - de L'aube à la nuit, 67 minutes, 1981, sélectionné à la Berlinale
- Vers La Mer, 87 minutes, 1999, sélectionné à la Berlinale[7]
- Cell 719, 14 minutes, 2006
- Meinhof, 3x14 minutes, 2006-2008
- Tremor Es ist immer Krieg, 2017[8]